# Bissorã

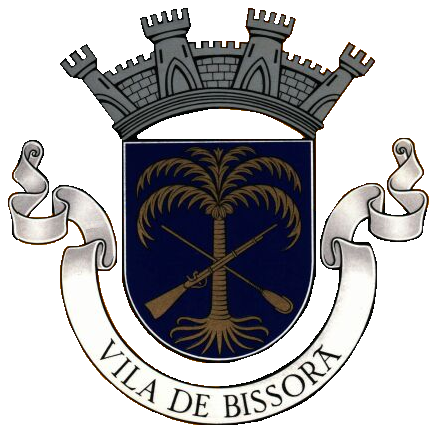
Armas da cidade de Bissorã, adotadas em 1968 (talvez ainda em uso).

Bissorã é uma cidade da Guiné-Bissau, localizada no sector do mesmo nome, na região de Oio, com 1.122,9 km2, no estuário do Rio Cacheu.
A sua população era de 50.774 habitantes (INE 2004). 
A cidade dispõe de um hospital.
É geminada com Braga  e com Loulé 
Tem a Escola Vocacional de Bissorã que ajuda a dar cursos a população
Em 1950, uma clínica destinada à cura da lepra foi estabelecida em Bissorã, gerida pela Missão Evangélica.